# Aspin-Aure
Aspin-Aure  là một xã thuộc tỉnh Hautes-Pyrénées trong vùng Occitanie tây nam nước Pháp. Khu vực này có độ cao trung bình 900mét trên mực nước biển.